# George Frederick Cooke
George Frederick Cooke (Londra, 17 aprile 1756 – New York, 26 settembre 1812) è stato un attore teatrale inglese.
Famoso tanto per l'eccentricità quanto per la sua recitazione, a Cooke si deve l'avvio dello stile romantico nella recitazione che fu poi reso famoso da Edmund Kean.

## Carriera
Benché sostenesse di essere nato a Westminster, è probabile che Cooke fosse il figlio illegittimo di un soldato inglese in servizio a Dublino. Venne allevato a Berwick-upon-Tweed, dove nel 1764 fece l'apprendista presso un tipografo. Comunque, un primo approccio con attori girovaghi lasciò il segno nella mente del giovane Cooke.
All'età di venti anni, Cooke fece la prima apparizione su di un palcoscenico nella parte di Dumont di The Tragedy of Jane Shore del drammaturgo Nicholas Rowe. Nel 1778 fece la sua prima apparizione in scena a Londra 
nel Haymarket Theatre; egli recitò in rappresentazioni di beneficenza di: The Orphan di Thomas Otway, The Country Lasses di Charles Johnson The Clandestine Marriage di David Garrick e George Colman. Quasi subito però tornò al paese e trascorse il successivo decennio fra Kingston upon Hull e Liverpool. Nel 1786 recitò con Sarah Siddons a York; già a quel tempo si era guadagnata una considerevole notorietà nelle piazze minori. Nel 1794 a Dublino, nelle vesti di Otello, per la prima volta ottenne un notevole successo nel teatro di una capitale; nel 1800, i critici di Londra lo avevano definito il Quinto Roscio Gallo  di Dublino. La lunga gavetta fatta nei teatri di provincia gli fu di notevole aiuto. Dopo una iniziale attenzione rivolta alla interpretazione di parti romantiche, specie nelle commedie, Cooke progressivamente individuò il tipo di personaggi che meglio poteva interpretare: libertini e furfanti. Pur venendo dalla provincia, Cooke recitò a Londra con celebrità come Sarah Siddons e Dorothy Jordan; nel suo repertorio annoverava 300 personaggi.
Allo stesso tempo, però, cominciò ad avere problemi con l'alcol e di conseguenza cominciò a farsi una reputazione di persona inaffidabile. Dedicandosi a baldorie a base di alcol, Cooke abbandonava, a volte, i suoi impegni per settimane e spendeva tutto quello che aveva guadagnato. Poco dopo il suo primo successo a Dublino, scomparve dalle scene per più di un anno. Ad un certo punto, nel 1795, si arruolò nell'esercito britannico, in un reggimento che doveva essere di servizio nei Caraibi. Venne fatto congedare grazie agli sforzi dei proprietari dei teatri di Manchester e Portsmouth, e così tornò a Dublino nel 1796.
Nel 1801 recitò nelle vesti del Riccardo III al Royal Opera House; l'interpretazione di questo ruolo sarebbe diventata la sua più famosa. In quello stesso anno interpretò Shylock  in Il mercante di Venezia, Iago nellOtello, Macbeth, Kitely nel Every Man in His Humour di Ben Jonson e Giles Overreach in A New Way to Pay Old Debts di Philip Massinger, e divenne il rivale di John Philip Kemble, col quale, tuttavia, e con Mrs. Siddons, egli recitò a partire dal 1803. Nel 1802 interpretò The Gamester di Edward Moore e Man of the World di Charles Macklin.

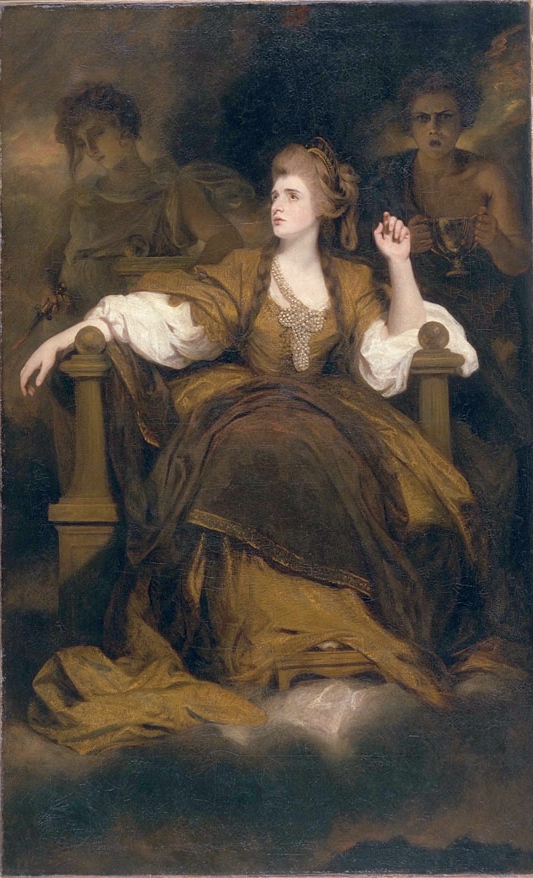
Sarah Siddons, una delle migliori interpreti di Lady Randolph nella tragedia Douglas di John Home

 Dopo che Kemble e Sarah Siddons cominciarono a recitare al Covent Garden, l'antagonismo fra Cooke e Kemble si concentrò su di un unico palcoscenico. I due misero in scena il Riccardo III con Kemble che interpretava il protagonista del dramma e Cooke interpretava Richmond. Poco più tardi recitarono nella tragedia Douglas di John Home: Cooke interpretava Glenalvon e Kemble Young Norval, mentre Sarah Siddons interpretava Lady Randolph. Washington Irving vide recitare Cooke come Iago e Kemble come Cassio nell'Otello e definì deliziosa la loro interpretazione.
Nei dieci anni successivi, Cooke ebbe alti e bassi nella sua fama di attore a Londra. Già conosciuto per i suoi eccessi nel bere, nel proseguimento della sua carriera divenne sempre meno affidabile. Già nel 1801, non fu in grado di recitare perché ubriaco; tali forfait divennero sempre più frequenti col passare degli anni. Nel 1807, dopo che non si presentò per le recite della stagione estiva a  Manchester, venne imprigionato a Westmorland per diversi mesi. A partire dal 1809, Cooke riuscì a frenare in una certa misura i suoi eccessi; infatti recitò frequentemente nel periodo dell'Old Price Riots, quando per circa tre mesi ci furono manifestazioni violente per l'aumento del prezzo del biglietto per il nuovo teatro del Covent Garden.

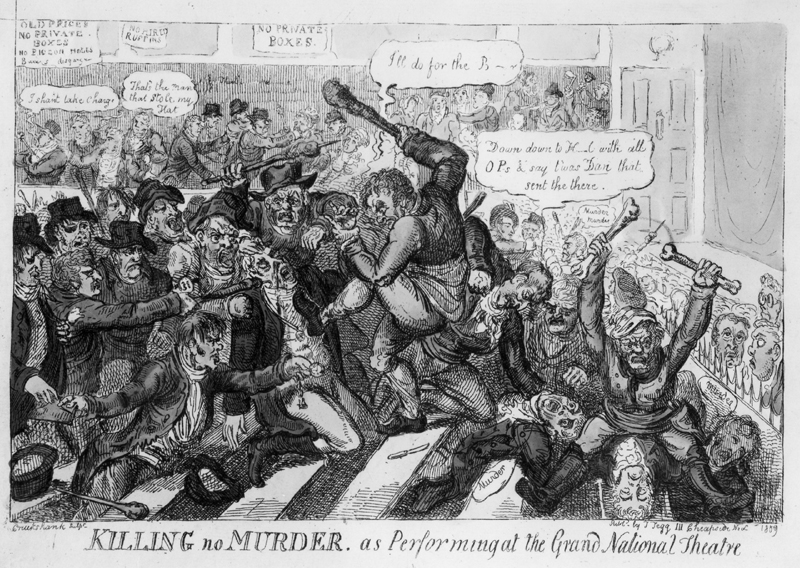
Caricatura degli Old Price riots disegnata da Isaac Robert Cruikshank, (1809)

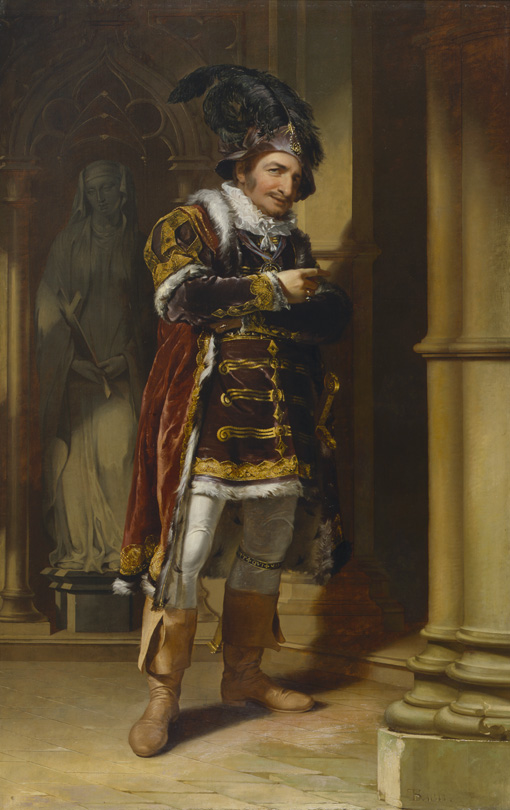
George Frederick Cooke interpreta Riccardo III, dipinto di Thomas Sully(1811)

Tuttavia, Cooke era insoddisfatto per le critiche della stampa londinese e pertanto nel 1810 decise di recarsi negli Stati Uniti. Il pubblico statunitense lo accolse con entusiasmo. Egli debuttò l'11 di novembre a New York interpretando il Riccardo III. Accompagnato da William Dunlap, riuscì a rimanere sobrio nel fare una tournée nei teatri di Boston, Baltimora, Philadelphia e Providence. Il pittore Thomas Sully lo ritrasse nelle vesti di Riccardo III, questo quadro è generalmente la migliore raffigurazione di una figura umana fatta da Sully. Cooke guadagnò 20 000 dollari per le sue performance, ma si sentì sfruttato e depredato quando si rese conto che più di 250 000 dollari degli incassi erano finiti nelle tasche degli impresari teatrali. Nel 1812 accettò un invito a ritornare al Covent Garden, ma lo scoppio della guerra anglo-americana lo bloccò a New York.
George Frederick Cooke morì di cirrosi al Mechanics' Hall di Manhattan il 26 settembre 1812.
Un monumento in sua memoria fu fatto erigere nella St. Paul's Chapel (in Fulton Street a Manhattan) da Edmund Kean durante la sua prima tournée statunitense nel 1821. Il poeta Barry Cornwall sostenne che Kean portò in Inghilterra l'alluce di Cooke, ma la moglie disgustata lo fece buttar via. Altri biografi, invece, sostengono che Kean sottrasse un dito della mano e non l'alluce; uno scrittore statunitense poco credibile sostiene che in seguito il cranio di Cooke fosse stato usato come il cranio di Yorick in una rappresentazione dell'Amleto. Alcuni soci di un club privato di New York (tra i quali Daniel Webster e Henry Wheaton) sottoposero il cranio ad un esame frenologico.

## Vita privata
Alla pari della vita artistica anche la vita personale di Cooke, come era prevedibile, fu decisamente caotica. Anche a prescindere dalle sue sbornie, egli fu prodigo e generoso al punto di aver goduto raramente di periodi di sicurezza finanziaria. Si sposò in tarda età, nel settembre del 1808 ad Edimburgo, unendosi in matrimonio con Sarah Lamb. Ella gli fu vicino a Londra durante la stagione teatrale del 1808, ma nel febbraio del 1809 Sarah ritornò alla sua famiglia a Newark-on-Trent e da allora non comparve più a fianco dell'attore. Quando era a New York, Cooke sposò Violet Mary Behn, figlia del proprietario di un caffè. Alla sua morte, l'eredità di Cooke consisteva in 2.000 dollari, tutto quello che restava di una vita come attore famoso.

## Arte della recitazione
Cooke può essere definito il primo attore completamente romantico dell'Inghilterra. Si rifece allo stile di David Garrick e Charles Macklin, che aveva ammirato nella sua giovinezza, ma amplificò la naturalezza e l'informalità del loro stile. Basta dire che Kean lo venerava per capire la validità del suo stile interpretativo; ci furono, naturalmente, anche dei critici dell'epoca che sottolinearono le differenze tra lo stile di Cooke e quello raffinato e composto di John Philip Kemble.
Cooke era alto circa 1,80, con una presenza imponente sul palcoscenico e un lungo naso aquilino. Percy Fitzgerald ricorda la sua "forza tremenda e la declamazione scabra". La sua presenza scenica è stata generalmente descritta come dominante, anche se molti osservarono che la sua voce tendeva a diventare rauca negli atti finali di rappresentazioni impegnative. Egli era, come Garrick, un interprete irrequieto, dal fisico scattante; i critici notarono anche la sua abilità nell'usare lo sguardo per trasmettere pensieri complessi o emozioni, e la sua capacità di far percepire i sussurri di una scena anche in una ampia platea.
Poche fonti ci sono circa i suoi primi ruoli romantici, tuttavia vi è abbondante traccia della sua tecnica recitativa nei ruoli tragici del periodo della maturità. Dava il meglio di sé nei ruoli di cattivo mellifluo o violento o di ipocrita. Nella commedia, il suo Macsarcasm (da Love à la Mode di Macklin) e Shylock furono ritenuti insuperabili. Nella tragedia, oltre a Riccardo III, era un notevole Iago nell'Otello. Benché il Re Lear non sia stato un suo cavallo di battaglia, la sua interpretazione della follia di Lear ebbe un notevole influsso sulle successive interpretazioni fatte da Kean e da altri attori.
La sua performance, tuttavia, in ruoli che richiedevano modi raffinati o un autocontrollo venne del tutto denigrata -forse per l'incombente presenza del collega-rivale Kemble. Il suo Amleto fu un fallimento. Si diceva che di Macbeth egli era solo capace di interpretare una "astuzia abietta". Per Henry Crabb Robinson, Cooke non diede una giusta interpretazione del dramma The Stranger  di August von Kotzebue, d'altronde lo stesso Robinson non fa che esprimere un'opinione comune quando afferma che Cooke, pur con la sua presenza scenica, non era all'altezza dei più importanti ruoli tragici. Anche Leigh Hunt conveniva su questo giudizio sostenendo che Cooke riduceva tutti i suoi personaggi ai loro moventi più abietti. Riguardo al famoso stile declamatorio di Cooke (egli, alla pari di Macklin, rendeva i soliloqui come se stesse pensando ad alta voce), Hunt era dispiaciuto del fatto che Cooke avesse trasformato la vis poetica di Shakespeare in una semplice prosa venata di indignazione.
Cooke fornì una interpretazione di Riccardo III differente e superiore a quella piuttosto compassata di Kemble. In scene melodrammatiche come l'assassinio di Henry VI, Cooke eccelleva nel trasmettere l'odiosa soddisfazione di Riccardo (come, certamente, faceva Kemble); tuttavia, in un  modo diverso da quello di Kemble, Cooke sapeva trasmettere di Riccardo un senso di disgusto verso se stesso. Questo aspetto di Riccardo si rivelava nella disputa sulla sua gobba e nella sua risposta  alla filastrocca di Norfolk. Là dove Kemble rigettava semplicemente le cattive notizie, Cooke, invece, ponderava le parole attentamente prima di rigettare senza forza quanto gli era stato riferito. L'effetto di questa impostazione era quello di approfondire la caratterizzazione di Riccardo, in modo che nel personaggio si sviluppasse gradatamente una consapevolezza della propria scelleratezza. Il Riccardo III di Cooke era, quindi, un qualcosa di più dell'orco delle fiabe descritto da Charles Lamb.
Nel complesso, tuttavia, i limiti del talento di Cooke vengono segnalati dalla narrazione probabilmente apocrifa riportata da Macready e da altri attori.
Desiderando far colpo su degli ospiti di nobile estrazione con il suo talento mimetico, Cooke fece una serie di facce intese a rappresentare diverse emozioni. Una delle sue espressioni lasciò perplessi gli ospiti. Si buttarono a indovinare, per alcuni era rabbia, collera, per altri vendetta, finché Cooke, esasperato, disse loro che quell'espressione voleva significare amore.